# Discografia de Yes
Esta é uma discografia da banda de rock progressivo Yes. Ao longo dos anos eles lançaram 21 álbuns de estúdio, 14 álbuns ao vivo, 32 álbuns de compilação, 34 singles e 19 vídeos.

## Álbuns

### Álbums de estúdio
| Ano  | Detalhes de álbum                 | Posições nas paradas (pico) | Posições nas paradas (pico) | Posições nas paradas (pico) | Posições nas paradas (pico) | Posições nas paradas (pico) | Posições nas paradas (pico) | Posições nas paradas (pico) | Posições nas paradas (pico) | Posições nas paradas (pico) | Certificações (limiar de vendas)                                         |
| Ano  | Detalhes de álbum                 | UK                          | AUS                         | AUT                         | CAN                         | NLD                         | NOR                         | SWE                         | SWI                         | US                          | Certificações (limiar de vendas)                                         |
| ---- | --------------------------------- | --------------------------- | --------------------------- | --------------------------- | --------------------------- | --------------------------- | --------------------------- | --------------------------- | --------------------------- | --------------------------- | ------------------------------------------------------------------------ |
| 1969 | Yes                               | —                           | 38                          | —                           | —                           | —                           | —                           | —                           | —                           | —                           |                                                                          |
| 1970 | Time and a Word                   | 45                          | 22                          | —                           | —                           | —                           | —                           | —                           | —                           | —                           |                                                                          |
| 1971 | The Yes Album                     | 4                           | 20                          | —                           | 46                          | 7                           | —                           | —                           | —                           | 40                          | - UK: Prata - US: Platina                                                |
| 1971 | Fragile                           | 7                           | 29                          | —                           | 6                           | 8                           | —                           | —                           | —                           | 4                           | - UK: Platina - US: 2× Platina                                           |
| 1972 | Close to the Edge                 | 4                           | 21                          | —                           | 7                           | 1                           | —                           | —                           | —                           | 3                           | - UK: Platina - CAN: Platina - US: Platina                               |
| 1973 | Tales from Topographic Oceans     | 1                           | 13                          | —                           | 4                           | 8                           | 8                           | —                           | —                           | 6                           | - UK: Ouro - US: Ouro                                                    |
| 1974 | Relayer                           | 4                           | 15                          | —                           | 22                          | 10                          | 18                          | —                           | —                           | 5                           | - US: Ouro - FRA: Ouro                                                   |
| 1977 | Going for the One                 | 1                           | 16                          | —                           | 8                           | 9                           | 7                           | 10                          | —                           | 8                           | - UK: Ouro - FRA: Ouro - US: Ouro                                        |
| 1978 | Tormato                           | 8                           | 22                          | —                           | 30                          | 17                          | 9                           | 18                          | —                           | 10                          | - UK: Ouro - US: Platina                                                 |
| 1980 | Drama                             | 2                           | 69                          | —                           | 41                          | 18                          | 11                          | 19                          | —                           | 18                          | - UK: Prata                                                              |
| 1983 | 90125                             | 16                          | 27                          | 9                           | 3                           | 4                           | 8                           | 7                           | 3                           | 5                           | - UK: Ouro - CAN: 2× Platina - FRA: Ouro - GER: Platina - US: 3× Platina |
| 1987 | Big Generator                     | 17                          | 44                          | —                           | 14                          | 18                          | —                           | 14                          | 22                          | 15                          | - US: Platina                                                            |
| 1991 | Union                             | 7                           | —                           | —                           | 15                          | 17                          | —                           | 32                          | 16                          | 15                          | - US: Ouro                                                               |
| 1994 | Talk                              | 20                          | —                           | —                           | 47                          | 47                          | —                           | 31                          | 29                          | 33                          |                                                                          |
| 1996 | Keys to Ascension (live/studio)   | 48                          | 22                          | —                           | —                           | —                           | —                           | —                           | —                           | 99                          |                                                                          |
| 1997 | Keys to Ascension 2 (live/studio) | 62                          | —                           | —                           | —                           | —                           | —                           | —                           | —                           | 159                         |                                                                          |
| 1997 | Open Your Eyes                    | 105                         | —                           | —                           | —                           | —                           | —                           | —                           | —                           | 151                         |                                                                          |
| 1999 | The Ladder                        | 36                          | —                           | —                           | —                           | 70                          | —                           | —                           | —                           | 99                          |                                                                          |
| 2001 | Magnification                     | 71                          | —                           | —                           | —                           | 81                          | —                           | —                           | —                           | 186                         |                                                                          |
| 2011 | Fly from Here                     | 30                          | —                           | —                           | —                           | 43                          | 24                          | 31                          | 39                          | 36                          |                                                                          |
| 2014 | Heaven & Earth                    | 20                          | —                           | 56                          | —                           | 41                          | —                           | —                           | 29                          | 26                          |                                                                          |
| 2021 | The Quest                         |                             |                             |                             |                             |                             |                             |                             |                             |                             |                                                                          |

### Álbums ao vivo
| Ano  | Detalhes do álbum                                | Posições nas paradas (pico) | Posições nas paradas (pico) | Posições nas paradas (pico) | Posições nas paradas (pico) | Posições nas paradas (pico) | Posições nas paradas (pico) | Certificações (limiar de vendas) |
| Ano  | Detalhes do álbum                                | UK                          | AUS                         | CAN                         | NLD                         | NOR                         | US                          | Certificações (limiar de vendas) |
| ---- | ------------------------------------------------ | --------------------------- | --------------------------- | --------------------------- | --------------------------- | --------------------------- | --------------------------- | -------------------------------- |
| 1973 | Yessongs                                         | 7                           | 8                           | 8                           | —                           | —                           | 12                          | - US: Platina                    |
| 1980 | Yesshows                                         | 22                          | —                           | —                           | —                           | 32                          | 43                          | - UK: Prata                      |
| 1985 | 9012Live: The Solos                              | 44                          | —                           | 88                          | —                           | —                           | 81                          |                                  |
| 1997 | Something's Coming: The BBC Recordings 1969-1970 | —                           | —                           | —                           | —                           | —                           | —                           |                                  |
| 2000 | House of Yes: Live from House of Blues           | 154                         | —                           | —                           | —                           | —                           | —                           |                                  |
| 2002 | Symphonic Live                                   | —                           | —                           | —                           | —                           | —                           | —                           |                                  |
| 2005 | The Word Is Live                                 | —                           | —                           | —                           | —                           | —                           | —                           |                                  |
| 2007 | Live at Montreux 2003                            | —                           | —                           | —                           | —                           | —                           | —                           |                                  |
| 2011 | Union Live                                       | —                           | —                           | —                           | —                           | —                           | —                           |                                  |
| 2011 | In the Present – Live from Lyon                  | —                           | —                           | —                           | —                           | —                           | —                           |                                  |
| 2014 | Songs from Tsongas                               | —                           | —                           | —                           | —                           | —                           | —                           |                                  |
| 2014 | Like It Is: Yes at the Bristol Hippodrome        | —                           | —                           | —                           | —                           | —                           | —                           |                                  |
| 2015 | Progeny: Seven Shows from Seventy-Two            | 64                          | —                           | —                           | —                           | —                           | —                           |                                  |
| 2015 | Like It Is: Yes at the Mesa Arts Center          | —                           | —                           | —                           | 83                          | —                           | —                           |                                  |

### Álbums de compilação
| Ano  | Detalhes do álbum                                   | Posições nas paradas (pico) | Posições nas paradas (pico) | Posições nas paradas (pico) | Posições nas paradas (pico) | Certificações (limiar de vendas) |
| Ano  | Detalhes do álbum                                   | UK                          | AUS                         | CAN                         | US                          | Certificações (limiar de vendas) |
| ---- | --------------------------------------------------- | --------------------------- | --------------------------- | --------------------------- | --------------------------- | -------------------------------- |
| 1975 | Yesterdays                                          | 27                          | 31                          | 13                          | 17                          |                                  |
| 1981 | Classic Yes                                         | —                           | —                           | —                           | 142                         | - UK: Prata - US: Platina        |
| 1991 | Yesyears                                            | —                           | —                           | —                           | —                           |                                  |
| 1992 | Yesstory                                            | —                           | —                           | —                           | —                           |                                  |
| 1993 | Symphonic Music of Yes                              | —                           | —                           | —                           | —                           |                                  |
| 1993 | Affirmative: The Yes Solo Family Album              | —                           | —                           | —                           | —                           |                                  |
| 1993 | Highlights: The Very Best of Yes                    | —                           | —                           | —                           | —                           | - US: Platina                    |
| 1998 | Yes, Friends and Relatives                          | —                           | —                           | —                           | —                           |                                  |
| 1999 | Astral Traveller                                    | —                           | —                           | —                           | —                           |                                  |
| 2000 | The Best of Yes                                     | —                           | —                           | —                           | —                           |                                  |
| 2000 | Keys to Ascension: Volumes 1 and 2                  | —                           | —                           | —                           | —                           |                                  |
| 2000 | Yes, Friends and Relatives Vol. 2                   | —                           | —                           | —                           | —                           |                                  |
| 2001 | Keystudio                                           | —                           | —                           | —                           | —                           |                                  |
| 2002 | Extended Versions: The Encore Collection            | —                           | —                           | —                           | —                           |                                  |
| 2002 | Yes-today                                           | —                           | —                           | —                           | —                           |                                  |
| 2002 | In a Word: Yes (1969–)                              | —                           | —                           | —                           | —                           |                                  |
| 2002 | Yes, Friends and Relatives: The Ultimate Collection | —                           | —                           | —                           | —                           |                                  |
| 2003 | The Ultimate Yes: 35th Anniversary Collection       | 10                          | 82                          | —                           | 131                         | - UK: Ouro                       |
| 2003 | Yes Remixes                                         | —                           | —                           | —                           | —                           |                                  |
| 2003 | Yes & Friends                                       | —                           | —                           | —                           | —                           |                                  |
| 2003 | Essential Elements                                  | —                           | —                           | —                           | —                           |                                  |
| 2004 | (Re)Union                                           | —                           | —                           | —                           | —                           |                                  |
| 2004 | Topography                                          | —                           | —                           | —                           | —                           |                                  |
| 2004 | Owner of a Lonely Heart                             | —                           | —                           | —                           | —                           |                                  |
| 2005 | The Solid Gold Collection                           | —                           | —                           | —                           | —                           |                                  |
| 2006 | Essentially Yes                                     | —                           | —                           | —                           | —                           |                                  |
| 2006 | Live & Solo: The Yes Collection                     | —                           | —                           | —                           | —                           |                                  |
| 2007 | The Definitive Rock Collection                      | —                           | —                           | —                           | —                           |                                  |
| 2007 | Greatest Hits Live                                  | —                           | —                           | —                           | —                           |                                  |
| 2007 | Roundabout & Other Hits                             | —                           | —                           | —                           | —                           |                                  |
| 2009 | Introducing Yes                                     | —                           | —                           | —                           | —                           |                                  |
| 2011 | Wonderous Stories: The Best of Yes                  | —                           | —                           | —                           | —                           |                                  |
| 2013 | High Vibration                                      | —                           | —                           | —                           | —                           |                                  |
| 2013 | The Studio Albums 1969–1987                         | —                           | —                           | —                           | —                           |                                  |
| 2014 | Wonderous Stories: The Best of Yes (reissue)        | —                           | —                           | —                           | —                           |                                  |

## Singles
| Ano  | Título                                          | Posições nas paradas (pico) | Posições nas paradas (pico) | Posições nas paradas (pico) | Posições nas paradas (pico) | Posições nas paradas (pico) | Posições nas paradas (pico) | Posições nas paradas (pico) | Posições nas paradas (pico) | Posições nas paradas (pico) | Álbum             |
| Ano  | Título                                          | UK                          | AUS                         | AUT                         | NLD                         | NOR                         | SWE                         | SWI                         | U.S.                        | U.S. Rock                   | Álbum             |
| ---- | ----------------------------------------------- | --------------------------- | --------------------------- | --------------------------- | --------------------------- | --------------------------- | --------------------------- | --------------------------- | --------------------------- | --------------------------- | ----------------- |
| 1969 | "Sweetness" (9/29/69)                           | —                           | —                           | —                           | —                           | —                           | —                           | —                           | —                           | —                           | Yes               |
| 1969 | "Looking Around" (11/3/69)                      | —                           | —                           | —                           | —                           | —                           | —                           | —                           | —                           | —                           | Yes               |
| 1970 | "Time and a Word" (5/5/70)                      | —                           | —                           | —                           | —                           | —                           | —                           | —                           | —                           | —                           | Time and a Word   |
| 1970 | "Sweet Dreams" (9/21/70)                        | —                           | —                           | —                           | —                           | —                           | —                           | —                           | —                           | —                           | Time and a Word   |
| 1971 | "I've Seen All Good People: Your Move" (3/5/71) | —                           | —                           | —                           | —                           | —                           | —                           | —                           | 40                          | —                           | The Yes Album     |
| 1971 | "Roundabout" (1/4/72)                           | —                           | —                           | —                           | 27                          | —                           | —                           | —                           | 13                          | —                           | Fragile           |
| 1971 | "America" (6/7/72)                              | —                           | —                           | —                           | —                           | —                           | —                           | —                           | 46                          | —                           | Yesterdays        |
| 1972 | "And You and I" (2/1/73)                        | —                           | —                           | —                           | —                           | —                           | —                           | —                           | 42                          | —                           | Close to the Edge |
| 1973 | "Roundabout" (live) (11/4/72)                   | —                           | —                           | —                           | —                           | —                           | —                           | —                           | —                           | —                           | Yessongs          |
| 1975 | "Soon" (7/1/75)                                 | —                           | —                           | —                           | —                           | —                           | —                           | —                           | —                           | —                           | Relayer           |
| 1977 | "Wonderous Stories" (1/11/77)                   | 7                           | —                           | —                           | —                           | —                           | —                           | —                           | —                           | —                           | Going for the One |
| 1977 | "Going for the One" (4/1/77)                    | 24                          | —                           | —                           | —                           | —                           | —                           | —                           | —                           | —                           | Going for the One |
| 1978 | "Don't Kill the Whale" (9/4/78)                 | 36                          | —                           | —                           | —                           | —                           | —                           | —                           | —                           | —                           | Tormato           |
| 1980 | "Into the Lens" (8/6/80)                        | —                           | —                           | —                           | —                           | —                           | —                           | —                           | 104                         | —                           | Drama             |
| 1983 | "Owner of a Lonely Heart" (11/5/83)             | 28                          | 25                          | 17                          | 7                           | 6                           | 4                           | 11                          | 1                           | 1                           | 90125             |
| 1983 | "Our Song" (12/22/83)                           | —                           | —                           | —                           | —                           | —                           | —                           | —                           | —                           | 32                          | 90125             |
| 1983 | "Leave It" (12/29/83)                           | 56                          | —                           | —                           | —                           | —                           | —                           | —                           | 24                          | 3                           | 90125             |
| 1984 | "It Can Happen" (1/24/84)                       | —                           | —                           | —                           | —                           | —                           | —                           | —                           | 51                          | 5                           | 90125             |
| 1984 | "Changes" (6/9/84)                              | —                           | —                           | —                           | —                           | —                           | —                           | —                           | —                           | 6                           | 90125             |
| 1985 | "Hold On" (11/20/85)                            | —                           | —                           | —                           | —                           | —                           | —                           | —                           | —                           | 27                          | 90125             |
| 1987 | "Love Will Find a Way" (9/2/87)                 | 73                          | —                           | —                           | —                           | —                           | —                           | —                           | 30                          | 1                           | Big Generator     |
| 1987 | "Rhythm of Love" (12/9/87)                      | —                           | —                           | —                           | —                           | —                           | —                           | —                           | 40                          | 2                           | Big Generator     |
| 1987 | "Shoot High Aim Low" (12/31/87)                 | —                           | —                           | —                           | —                           | —                           | —                           | —                           | —                           | 11                          | Big Generator     |
| 1988 | "Final Eyes" (4/4/88)                           | —                           | —                           | —                           | —                           | —                           | —                           | —                           | —                           | 20                          | Big Generator     |
| 1991 | "Lift Me Up" (7/11/91)                          | —                           | —                           | —                           | —                           | —                           | —                           | —                           | 86                          | 1                           | Union             |
| 1991 | "Make It Easy" (10/6/91)                        | —                           | —                           | —                           | —                           | —                           | —                           | —                           | —                           | 36                          | Yesyears          |
| 1991 | "Saving My Heart" (11/29/91)                    | —                           | —                           | —                           | —                           | —                           | —                           | —                           | —                           | 9                           | Union             |
| 1994 | "The Calling" (5/4/94)                          | —                           | —                           | —                           | —                           | —                           | —                           | —                           | —                           | 3                           | Talk              |
| 1994 | "Walls" (12/25/94)                              | —                           | —                           | —                           | —                           | —                           | —                           | —                           | —                           | 24                          | Talk              |
| 1997 | "Open Your Eyes" (9/2/97)                       | —                           | —                           | —                           | —                           | —                           | —                           | —                           | —                           | 33                          | Open Your Eyes    |
| 1999 | "Homeworld (The Ladder)" (1/3/99)               | —                           | —                           | —                           | —                           | —                           | —                           | —                           | —                           | —                           | The Ladder        |
| 2000 | "If Only You Knew" (10/31/00)                   | —                           | —                           | —                           | —                           | —                           | —                           | —                           | —                           | —                           | The Ladder        |
| 2011 | "We Can Fly" (7/3/11)                           | —                           | —                           | —                           | —                           | —                           | —                           | —                           | —                           | —                           | Fly from Here     |

## Vídeos Musicais
- "Wonderous Stories" (1977)
- "Don't Kill the Whale" (1978)
- "Madrigal" (1978)
- "Tempus Fugit" (1980)
- "Into the Lens" (1980)
- "Owner of a Lonely Heart" (1983)
- "Leave It" (1984)
- "It Can Happen" (1984)
- "Hold On" (Live) (1985)
- "Love Will Find a Way" (1987)
- "Rhythm of Love" (1987)
- "Lift Me Up" (1991)
- "Don't Go" (2001)
- "We Can Fly" (2011)

## Vídeo Álbuns
| Ano  | Título                                         |
| ---- | ---------------------------------------------- |
| 1975 | Yessongs                                       |
| 1985 | 9012Live                                       |
| 1991 | YesYears                                       |
| 1991 | Greatest Video Hits                            |
| 1993 | Yes: Live - 1975 at Q.P.R.                     |
| 1995 | Live in Philadelphia                           |
| 1996 | Keys to Ascension                              |
| 1999 | The Union Tour Live                            |
| 2000 | House of Yes: Live from House of Blues         |
| 2002 | Symphonic Live                                 |
| 2004 | Yesspeak                                       |
| 2004 | Yes Acoustic: Guaranteed No Hiss               |
| 2005 | Songs from Tsongas                             |
| 2007 | Live at Montreux 2003                          |
| 2007 | Classic Artists: Yes                           |
| 2008 | Yesspeak Live: The director's Cut              |
| 2009 | The Lost Broadcasts                            |
| 2009 | Rock of the '70s                               |
| 2011 | Union Live                                     |
| 2014 | Live Hemel Hempstead Pavilion October 3rd 1971 |

## Ligações External
- Yes - Discografia não oficial